# ایمان احسان‌نژاد
ایمان احسان‌نژاد (زادهٔ ‎۲۱ تیر ۱۳۶۵) بازیکن سابق و مربی هندبال اهل ایران است. وی سابقه عضویت در تیم‌های دانشگاه آزاد، ذوب‌آهن و سنگ آهن بافق را در کارنامه دارد.